# Zespół przyrodniczo-krajobrazowy „Niemysłów”
Zespół Przyrodniczo-Krajobrazowy „Niemysłów” – zespół przyrodniczo-krajobrazowy ustanowiony Rozporządzeniem Wojewody Sieradzkiego Nr 419 z dnia 22 kwietnia 1996 roku (Dz. U. Woj. Sieradzkiego Nr 7, poz. 39 z dn. 22 maja 1996 r.).

## Charakterystyka
Obszar ten leży w województwie łódzkim w powiecie poddębickim na terenie gminy Poddębice. Najbliższe wsie to Niemysłów i Krępa
Zespół znajduje się w oddziale 213 g leśnictwa Niemysłów, nadleśnictwa Poddębice (RDLP w Łodzi) zajmując powierzchnię 4,52 ha.
Ochroną objęty jest tu stary drzewostan dębowo-sosnowy.